# 希希利亚讷
希希利亚讷（法語：Chichilianne，法語發音：[ʃiʃiljan]）是法国伊泽尔省的一个市镇，属于格勒诺布尔区。

## 地理
希希利亚讷（44°48'42"N, 5°34'20"E）面积62.48 平方千米，位于法国奥弗涅-罗讷-阿尔卑斯大区伊泽尔省，该省份为法国东南部内陆省份，北起顺时针与安省、萨瓦省、上阿尔卑斯省、德龙省、阿尔代什省、卢瓦尔省和罗讷省。
与希希利亚讷接壤的市镇（或旧市镇、城区）包括：圣马丹德克莱勒、圣米歇尔莱波特、拉瓦勒代克斯、罗梅耶、克莱勒、格雷斯昂韦科尔、勒佩尔西、迪瓦地区沙蒂永。

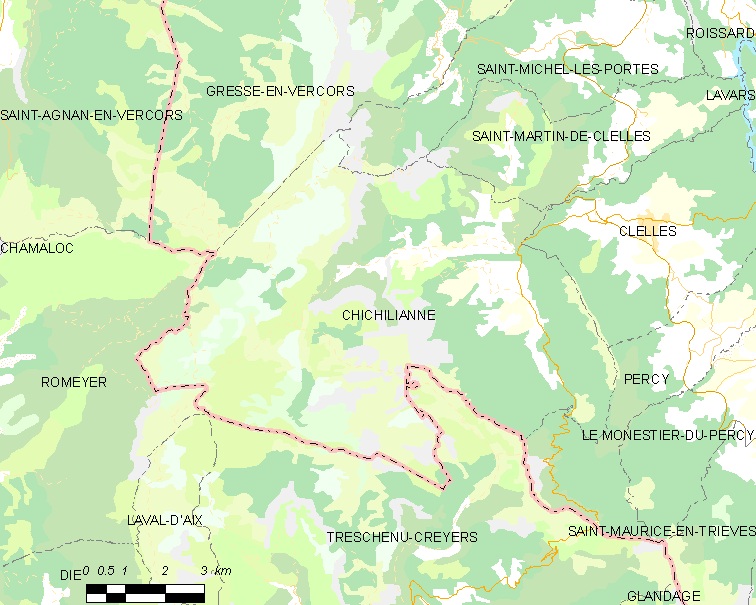
希希利亚讷的OSM定位图

希希利亚讷的时区为UTC+01:00、UTC+02:00（夏令时）。

## 行政
希希利亚讷的邮政编码为38930，INSEE市镇编码为38103。

## 政治
希希利亚讷所属的省级选区为马泰西讷-特列沃县。

## 人口

1962-2008年间希希利亚讷人口变化图示

希希利亚讷于2022年1月1日时的人口数量为326人。